# Vertigo (canción)
«Vertigo» es la canción inicial y primer sencillo del álbum How to Dismantle an Atomic Bomb, de la banda irlandesa U2. Fue lanzado el 24 de septiembre de 2004. Obtuvo los Grammys para Best Rock Song, Best Rock Performance by a Duo or Group with Vocal y Best Short Form Music Video en los Premios Grammy 2005.
En los Estados Unidos, "Vertigo" alcanzó el número 31 en el Billboard Hot 100 y el número uno en la lista de canciones alternativas. También encabezó las listas en Dinamarca, Irlanda, Italia, Escocia, España y el Reino Unido, mientras que alcanzó el top 10 en Australia, Austria, Bélgica (Valonia), Canadá, Finlandia, Países Bajos, Nueva Zelanda, Noruega, Suecia y Suiza . "Vertigo" ganó tres premios Grammy a la mejor interpretación de rock de un dúo o grupo con voz, mejor canción de rock y mejor video musical de forma corta en la 47a ceremonia anual de los premios Grammy en 2005.
"Vertigo" ocupó el puesto 64 en la lista de las 100 mejores canciones de la década de Rolling Stone (2000 a 2010).

## Composición
En el caso de "Vertigo", estaba pensando en este horrible club nocturno en el que todos hemos estado. Se supone que lo estás pasando genial y todo es extraordinario a tu alrededor y las bebidas son el precio de comprar un bar en un país del Tercer Mundo. ... solo estás mirando a tu alrededor y ves un capitalismo grande y gordo en la cima de su montaña, a punto de derrumbarse. Es ese sentimiento mareado y mareado de darse cuenta de que aquí estamos, bebiendo, comiendo, contaminando, robándonos a la muerte. Y en medio del club, está esta chica. Ella tiene uñas carmesí. Ni siquiera sé si es hermosa, no importa, pero tiene una cruz alrededor del cuello, y el personaje de esta mira a la cruz solo para sostenerse.- Bono, U2 by U2
Durante las sesiones de grabación de How to Dismantle an Atomic Bomb, "Vertigo" se grabó originalmente como una canción llamada "Full Metal Jacket". Bono dijo durante un chat en la web que la canción era "la madre de todas las melodías de rock 'n' roll. No sé de dónde vino, pero es una cosa notable de guitarra. Quieres escucharla, es una razón para hacer un disco ¡La canción es así de buena!" El título se cambió más tarde a" Native Son ". La letra de esta iteración trata sobre un hombre nativo que estaba en contra de su país debido a su falta de libertades, una idea originalmente inspirada en Leonard Peltier. La canción pasó por varios arreglos musicales y líricos diferentes, pero la banda tuvo problemas para encontrar una versión que les gustara. Steve Lillywhite fue contratado para tratar de encontrar una mezcla que funcionara mientras Bono tomaba un descanso de las sesiones del álbum; A su regreso, Lillywhite le preguntó si sería capaz de cantar la letra de "Native Son" frente a una audiencia, y Bono encontró la experiencia demasiado incómoda. Se escribieron nuevas letras y Lillywhite ayudó a la banda a reorganizar la canción. Fue en este punto que la canción fue reescrita en "Vertigo". A las 3:08, "Native Son" está a solo unos segundos del tiempo de ejecución de "Vertigo". Desde entonces, la canción se lanzó en el álbum digital Unreleased and Rare, que solo estaba disponible mediante la compra de todo el conjunto de cajas digitales, The Complete U2, así como el álbum Medium, Rare & Remastered. 
U2 realizó "Vertigo" en un comercial de televisión para el iPod de Apple como parte de un plan de mercadeo cruzado para promocionar tanto el álbum como los productos de música de Apple (especialmente el iPod U2 Special Edition y la caja digital exclusiva de iTunes Music Store para U2, The Complete U2).
Al comienzo de la canción, Bono cuenta en español "Unos, dos, tres, catorce!" En inglés, esto se traduce como "¡algunos, dos, tres, catorce!" Cuando se le preguntó acerca de esta rareza en una entrevista para Rolling Stone, Bono respondió "puede haber habido algo de alcohol involucrado". Algunas fuentes han sugerido que, como las primeras palabras pronunciadas en el álbum, la elección lírica fue un guiño deliberado a Éxodo 3:14 (el primer testamento (antiguo) de la Biblia cristiana, segundo libro, tercer capítulo, verso decimocuarto), por el cual después Moisés pregunta el nombre de Dios, Dios responde "Yo soy el que soy". Esta teoría está respaldada por el hecho de que la canción final del álbum Cómo desmontar una bomba atómica se titula "Yahweh", otro nombre para el dios abrahámico.
La cuenta regresiva fue parodiada por el novedoso cantante Richard Cheese en su versión de "Sunday Bloody Sunday" de U2 en su álbum de 2005 Aperitif for Destruction.
Una respuesta en español de "¡Hola!" También se escucha detrás del "Hola, hola" del estribillo, así como "¿Dónde está?" ("¿Dónde está?" O "¿Dónde está él?", Dependiendo de si se trata de una pregunta para la ubicación del propio Vértigo o Bono) después de la línea "Estoy en un lugar llamado Vértigo". La línea "Hello, hello" en sí misma recuerda a letras similares en la canción "Stories for Boys" del álbum debut de U2 Boy; En los conciertos de Vertigo Tour, la banda frecuentemente incluía una sección de la última canción en sus interpretaciones de "Vertigo". Estos conciertos también han presentado a veces "Vertigo" tocado dos veces, una al principio del espectáculo y otra vez como un bis final; Esto también se remonta a los primeros días de U2, cuando no tenían suficientes canciones para completar una actuación completa y tuvieron que repetir algunas al final.

## Rendimiento comercial
Tras su lanzamiento, "Vertigo" debutó en el número 18 en la lista de Modern Rock Tracks de Billboard y en el número 46 en el Billboard Hot 100. En las siguientes semanas, la pista saltó al número uno en la lista de Modern Rock Tracks, pasó del número 27 al número tres en el cuadro Mainstream Rock Tracks, y del número 35 al número nueve en el Top 40 de adultos. También debutó en el número uno en el cuadro Hot Digital Tracks y, después de caer al número 4, regresó a la posición superior. La pista más tarde pasó al top 40 del Billboard Hot 100, alcanzando el número 31. Pasó 20 semanas en la lista. En el momento del lanzamiento de la canción, Billboard no contaba las descargas digitales como parte de las ventas totales de un sencillo. "Vertigo" registró fuertes ventas digitales, y si se hubiesen incorporado a las ventas físicas y al juego aéreo, habría tenido una posición mucho más fuerte en la lista Billboard Hot 100.
En el Reino Unido, la canción pasó de la lista B de la BBC Radio 1 en la primera semana de su lanzamiento al aire a la lista A en la segunda semana. La canción fue lanzada comercialmente el 15 de noviembre y debutó en el número uno en la lista de singles del Reino Unido, y permaneció allí durante una semana. En total, pasó nueve semanas entre los 40 mejores.
En Australia, la pista debutó en el número cinco en las listas de ARIA, y ocupó el puesto número 38 en el Top 100 de Triple J de 2004. En los Países Bajos, "Vertigo" alcanzó el número dos en el Mega Top 100.
En Brasil, el sencillo fue oro con más de 50,000 descargas.
El sencillo digital tiene un estatus Gold en los Estados Unidos.

## Video musical
El video de la canción presenta a U2 actuando en un desierto sin características a medida que se emiten chorros de chorro negro desde detrás de cada miembro de la banda; en el suelo hay un enorme símbolo blanco de ojo de buey usado como motivo para los gráficos del álbum. La plataforma circular que realiza la banda se eleva constantemente hacia arriba y hacia abajo en forma de espiral, a medida que el viento sopla en la cara de la banda. Fue dirigido por el equipo de Alex & Martin. Fue grabado en Punta del Fangar (Delta del Ebro) en España, y ganó los Premios Grammy al Mejor Video Musical de Forma Corta en 2005.

## En directo

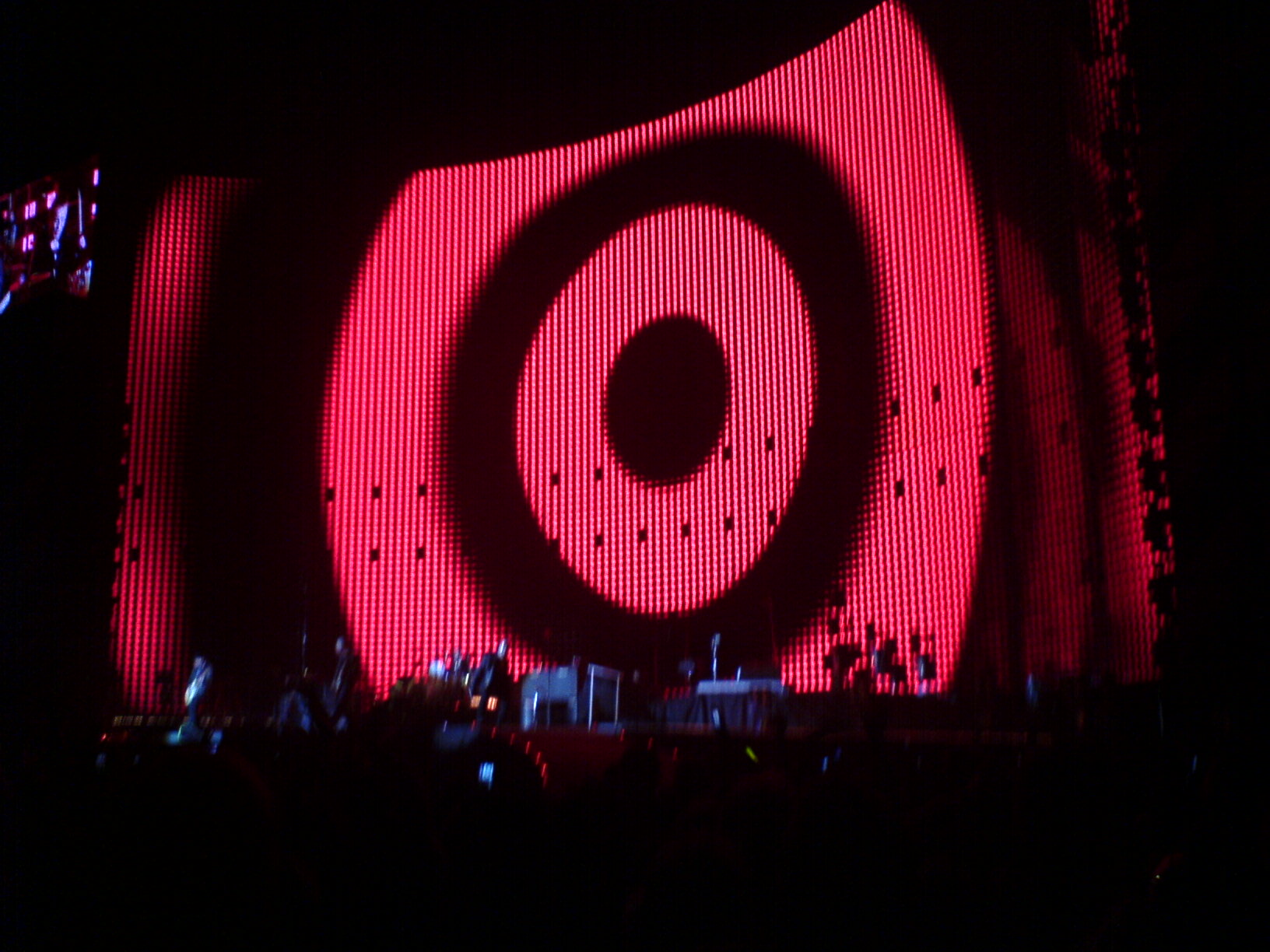
Concierto de U2 en el AAMI Stadium el 16 de noviembre de 2006 en Adelaida (Australia Meridional) durante su gira Vertigo Tour.

«Vertigo» es una de las canciones que el grupo ha interpretado en más ocasiones en directo. Debutó el 28 de marzo de 2005 en el concierto celebrado en San Diego, California, con el que daba inicio el Vertigo Tour. La canción ha estado presente en todas las giras de U2 desde entonces y solo se cayó del repertorio en algunos conciertos del Joshua Tree Tour 2017.
En el Vertigo Tour había conciertos en los que la canción se tocaba dos veces.

## Versiones
Nathaniel Willemse lanzó una versión de portada de Vertigo como su primer sencillo en 2008, después de haberlo interpretado en la serie cuatro de Australian Idol en 2006.
Bon Jovi interpretó un fragmento de la canción durante Bad Medicine en su 2011 Live 2011.

## Curiosidades
Este sencillo alcanzó un gran éxito a nivel mundial. Contiene algunas expresiones en español, en la introducción por Bono ("Un, dos, tres, ¡catorce!"), y en los coros de The Edge ("¡Hola!" y "¿Dónde está?").
La versión inicial de «Vertigo» se tituló «Native Son», y fue incluida en el disco digital Unreleased & Rare del box set de la banda titulado The Complete U2.

## Portada
En el año de su publicación, Lars Ulrich (fundador de Metallica) la seleccionó para la revista Rolling Stone como una de las 25 mejores canciones de la década.

## Videoclip
El videoclip de esta canción fue grabado en España, concretamente en el delta del Ebro.

## Lista de canciones

### Reino Unido
- 2-track CD CID878

1. «Vertigo» (Radio Edit) – 3:11
2. «Are You Gonna Wait Forever?» – 3:48

- Maxi-CD CIDX878

1. «Vertigo» (Radio Edit) – 3:11
2. «Vertigo» (Jacknife Lee 10" mix) – 4:13
3. «Neon Lights» - 4:07

- DVD CIDV878

1. «Vertigo» (video HQ) – 3:11
2. «Vertigo» (Galería de audio y video) – 3:11
3. «Are You Gonna Wait Forever?» (audio) – 3:48
4. «Vertigo» (Jacknife Lee 10 mix – Lisbon Video) – 4:13

- 12" 12IS878

1. «Vertigo» (Jacknife Lee 12" mix) – 5:36
2. «Vertigo» (Jacknife Lee 7" mix) – 3:08
3. «Vertigo» (Jacknife Lee 10" mix) – 4:13
4. «Vertigo» (Jacknife Lee Instrumental) – 5:36

### Japón
- CD UICI-5017

1. «Vertigo» (Radio Edit) – 3:11
2. «Are You Gonna Wait Forever?» – 3:48
3. «Vertigo» (Jacknife Lee 10" mix) – 4:13
4. «Neon Lights» – 4:07
5. «Vertigo» (HQ video) – 3:11

## Posicionamiento
| Lista (2004)                                         | Posición |
| ---------------------------------------------------- | -------- |
| Irlanda                                              | 1        |
| Reino Unido                                          | 1        |
| Grecia                                               | 1        |
| Argentina                                            | 1        |
| Bélgica                                              | 16       |
| India                                                | 1        |
| Italia                                               | 1        |
| Letonia                                              | 1        |
| Canadá                                               | 2        |
| Noruega (Noruega Top 20)                             | 2        |
| Brasil                                               | 2        |
| Países Bajos (Mega Top 100 Singles)                  | 2        |
| Finlandia                                            | 2        |
| Austria                                              | 4        |
| Australia                                            | 5        |
| Japón                                                | 10       |
| Nueva Zelanda                                        | 5        |
| Estados Unidos (Billboard Mainstream Rock Tracks)    | 3        |
| Estados Unidos (Billboard Hot Dance Music/Club Play) | 8        |
| Estados Unidos (Billboard Modern Rock Tracks)        | 1        |
| Estados Unidos (Billboard Adult Top 40)              | 9        |
| Estados Unidos (Billboard Pop 100)                   | 10       |
| Estados Unidos (Billboard Top 40 Adult Recurrents)   | 15       |
| Estados Unidos (Billboard Hot 100)                   | 31       |
| Estados Unidos (Billboard Top 40 Mainstream)         | 35       |
| Estados Unidos (Billboard Top 40 Tracks)             | 37       |